# Relíquias (Odemira)
Relíquias é uma povoação portuguesa sede da Freguesia de Relíquias do Município de Odemira, freguesia com 120,02 km² de área e 995 habitantes (censo de 2021), tendo, por isso, uma densidade populacional de 8,3 hab./km².
Além da sede, a Freguesia de Relíquias engloba as localidades de Vale Ferro, Ribeira do Salto, Monte da Estrada, Pereiro Grande, Cabaços, Vale de Água, Totenique e Juncalinho.

## História
Segundo as fontes históricas disponíveis, a freguesia de Relíquias terá sido constituída na segunda metade do século XVI, na sequência da reorganização religiosa do País.
A aldeia cresceu à volta da igreja, que provavelmente assenta sobre um povoado de origem bem mais antiga.
Nossa Senhora das Relíquias ou Nossa Senhora da Assunção, é a padroeira da aldeia, que lhe dá o nome.
A freguesia de Relíquias marca a mudança de paisagem, da planície para a serra, sendo uma freguesia serrana. A aldeia estende-se desde o alto de uma pequena elevação, onde se encontra a igreja matriz (ou igreja de Nossa Sr.ª da Assunção) e encaixa-se pelo vale, apresentando ruas estreitas, de paredes caiadas e flores a adornar. 
Ano da fundação: Fontes históricas indicam que terá sido fundada na segunda metade do século XVI.

## Demografia
A população registada nos censos foi:
Nota: Com lugares desta freguesia foi criada, pela Lei n.º 82/89,  de 30 de agosto, a freguesia de Luzianes-Gare
| Ano  | 0-14 Anos | 15-24 Anos | 25-64 Anos | > 65 Anos |
| 2001 | 141       | 100        | 541        | 326       |
| 2011 | 81        | 75         | 462        | 313       |
| 2021 | 105       | 49         | 531        | 310       |

## Economia
Agricultura, pecuária, produção florestal, extração de cortiça, construção civil e comércio

## Padroeira
Nossa Senhora das Relíquias, também conhecida por Nossa Senhora da Assunção, homenageada a 15 de agosto

## Feiras, festas e romarias
- 15 de agosto – Festa Religiosa

## Cerro da Moita de cima
O alto do Cerro da Moita de Cima, a uns 5 km da aldeia, constitui um excelente miradouro, de onde se avista não só grande parte da freguesia de Relíquias, como também das freguesias limítrofes.

## Património edificado
- Lista de património edificado em Odemira
- Igreja de Nossa Senhora da Assunção: Foi provavelmente construída no século XVI, enquanto que o altar de talha dourada e policromada e a fachada principal são mais tardios, tendo sido instalados apenas no século XVIII. Foi alvo de obras de recuperação na década de 1980. Apresenta uma arquitectura manuelina, barroca e vernacular. Fez parte da Ordem de Santiago.[5]
- Moinho de vento da Água da Rainha, ou de Montes Claros
- Moinho de vento da Aldeia
- Moinho de vento dos Ameixiais ou do Pepino
- Moinho de vento da Barrada ou do Pereiro Grande
- Moinho de vento de Barreiros, Barreiro ou das Barreiras
- Moinho de vento do Casarão de Vale de Isca
- Moinho de vento da Chaiça
- Moinho de vento da Portela do Carvalhal
- Moinho de vento da Portela Ruiva
- Moinho de vento do Reguengo
- Moinho de vento de Vale da Eira
- Moinho de vento de Vale Fojo
- Monumento megalítico de Monte do Paço
- Necrópole do Cerro da Chaiça